# Clitaetra simoni
Espèce
Statut de conservation UICN

 DD  : Données insuffisantes
Clitaetra simoni est une espèce d'araignées aranéomorphes de la famille des Araneidae.

## Distribution
Cette espèce est endémique de la province de Sankuru au Congo-Kinshasa,. Elle se rencontre vers Komi.

## Description
La femelle holotype mesure 9,8 mm.
La femelle décrite par Kuntner en 2006 mesure 8,7 mm.

## Systématique et taxinomie
Cette espèce a été décrite par Benoit en 1962.

## Étymologie
Cette espèce est nommée en l'honneur d'Eugène Simon.

## Publication originale
- Benoit, 1962 : « Les Araneidae-Nephilinae africains. » Revue de Zoologie et de Botanique Africaines, vol. 65, p. 217-231.